# Janne Ryynänen
Janne Pekka Ryynänen (né le 1er janvier 1988 à Rovaniemi), est un spécialiste finlandais du combiné nordique.

## Carrière
Courant pour l'Ounasvaaran Hiihtoseura, il débute au niveau international en 2003 avec une participation aux Championnats du monde juniors puis en Coupe du monde en 2004. Durant l'hiver 2005-2006, il marque ses premiers points (dans les trente premiers), et obtient son premier top 10 en Coupe du monde puis prend part à l'épreuve individuelle des Jeux olympiques de Turin qu'il termine trente-septième. En janvier 2007, il gagné une épreuve par équipes à Lago di Tesero, son succès unique manche de Coupe du monde Le mois suivant, il remporte le titre de champion du monde par équipes à Sapporo en compagnie de Hannu Manninen, Jaakko Tallus et Anssi Koivuranta. Le 29 novembre 2008, à l'occasion de l'épreuve d'ouverture de la saison 2008-2009 de Coupe du monde organisée à Kuusamo en Finlande, le Finlandais obtient le premier podium de sa carrière en terminant deuxième derrière l'Allemand Ronny Ackermann. Il récidive le lendemain sur la même épreuve toujours à Kuusamo arrivant deuxième derrière Anssi Koivuranta. Plusieurs fois dans les dix premiers lors des manches suivantes, il prend la quatrième place de l'inviduel sur grand tremplin aux Championnats du monde de Liberec et finit à la douzième place du classement général de la Coupe du monde, ses meilleures performances en carrière. 
Lors des Jeux olympiques d'hiver de 2010 à Vancouver, il domine la manche de saut à ski à l'épreuve en petit tremplin avant de ne finir qu'au 26e rang après le ski de fond. Il améliore ce résultat au grand tremplin avec une douzième place. En novembre 2011, il obtient son troisième podium de Coupe du monde en finissant se classant une nouvelle fois deuxième à Kuusamo.

## Palmarès

### Jeux olympiques d'hiver
| Épreuve / Édition | Épreuve / Édition | Turin 2006                       | Vancouver 2010                   | Sotchi 2014                      |
| Sprint            | Sprint            | -                                | Épreuve inexistante à cette date | Épreuve inexistante à cette date |
| Gundersen         | Gundersen         | 37e                              | Épreuve inexistante à cette date | Épreuve inexistante à cette date |
| Gundersen         | PT                | Épreuve inexistante à cette date | 26e                              | 36e                              |
| Gundersen         | GT                | Épreuve inexistante à cette date | 12e                              | 40e                              |
| Par équipe        | Par équipe        | -                                | 7e                               | -                                |

### Championnats du monde
| Épreuve / Édition | Sapporo 2007 | Liberec 2009 | Oslo 2011 | Val di Fiemme 2013 |
| Sprint            | 17e          |              |           |                    |
| Départ en ligne   |              | 11e          |           |                    |
| Gundersen         |              |              |           |                    |
| Gundersen PT      |              | 15e          | 18e       | 29e                |
| Gundersen GT      |              | 4e           | 17e       | 26e                |
| Par équipes       | Or           | 15e          | 7e        | 8e                 |

### Coupe du monde
- Meilleur classement général : 12e en 2009.
- 3 podiums individuels (meilleur résultat : 2e place).
- 1 podium par équipe (meilleur résultat : 1re place).

 Dernière mise à jour le 29 avril 2013 

#### Différents classements en Coupe du monde
| Année     | Classement général final |
| 2005-2006 | 41e                      |
| 2006-2007 | 23e                      |
| 2007-2008 | 24e                      |
| 2008-2009 | 12e                      |
| 2009-2010 | 20e                      |
| 2010-2011 | 18e                      |
| 2011-2012 | 26e                      |
| 2012-2013 | 48e                      |
| 2013-2014 | 64e                      |
| 2014-2015 | 63e                      |

### Championnat du monde junior
- Zakopane, 2008 : Médaille de bronze au Gundersen HS94 10 km.